# Jardín Botánico de Saint Xist
El Jardín Botánico de Saint Xist (en francés: Jardin botanique de Saint Xist) es un jardín botánico y jardín de simples de 900 m²
de extensión, administrado por el Jardin des Plantes de Montpellier, en Le Clapier, Francia.
Está catalogado como Jardin Remarquable (jardín notable) por el conjunto de edificio y jardín.

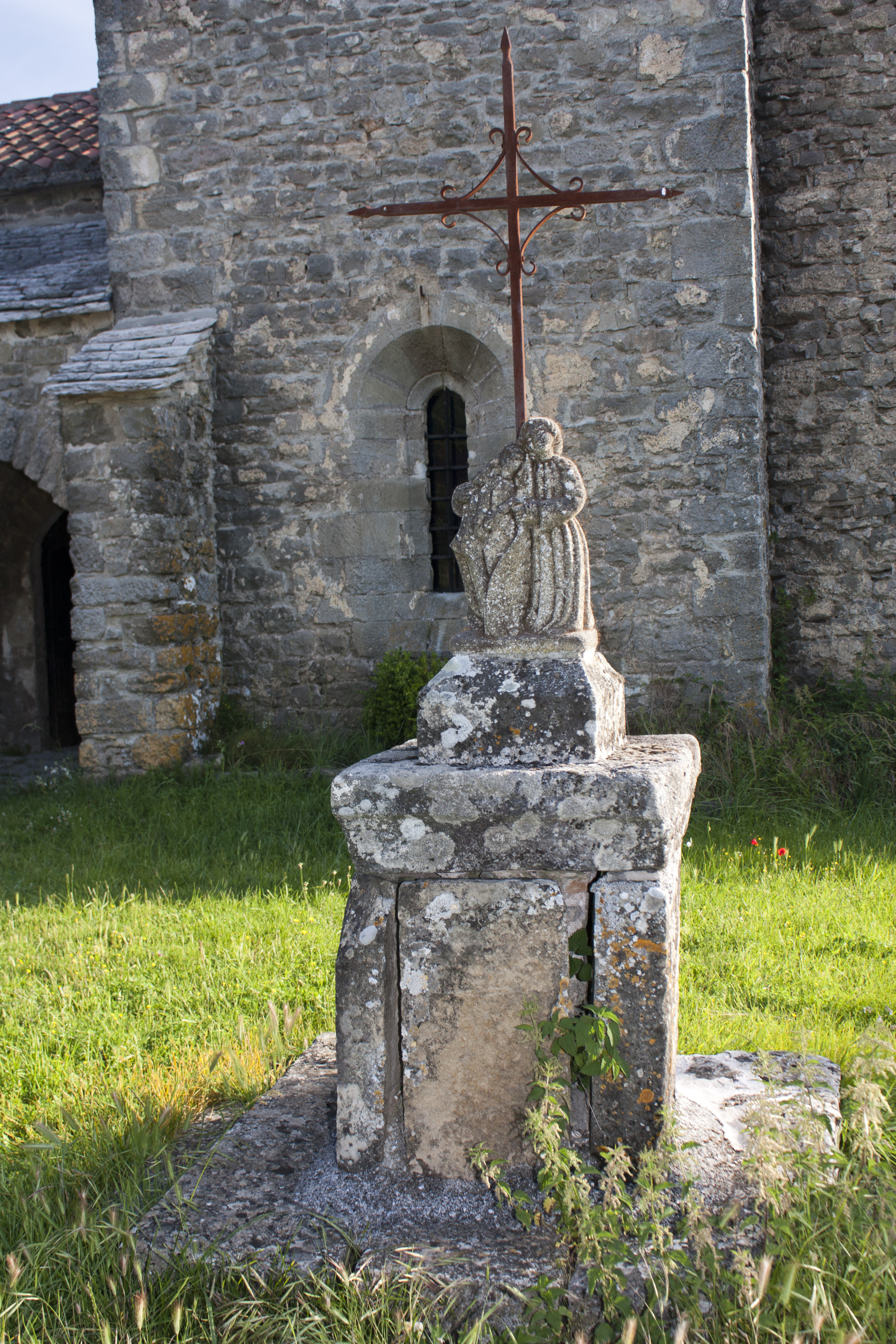
Cruz en el lateral de la iglesia de Saint_Xist.

## Localización
Al pie de los acantilados de la meseta del Guilhaumard, en el municipio de Le Clapier al Sur de Aveyron.
Jardin botanique de Saint Xist Saint-Xist 12540 Le Clapier, Aveyron, Midi-Pyrénées, France-Francia.
Planos y vistas satelitales, 43°49′54.84″N 3°10′23.88″E / 43.8319000, 3.1733000
Está abierto los fines de semana sin cargo alguno, en los meses cálidos del año.
- Altitud: 640 m s. n. m.

## Historia
Fue creado en el mismo lugar que se encontraba un jardín de simples de una antiguo monasterio medieval, actualmente junto a la iglesia prerrománica del siglo X de "Saint Xist".
Se cultiva con la colaboración del Jardin des Plantes de Montpellier.

## Colecciones botánicas
Es un jardín de simples medieval que alberga unas 300 especies de hierbas y plantas medicinales.